# Della Vittoria (Quartiere)

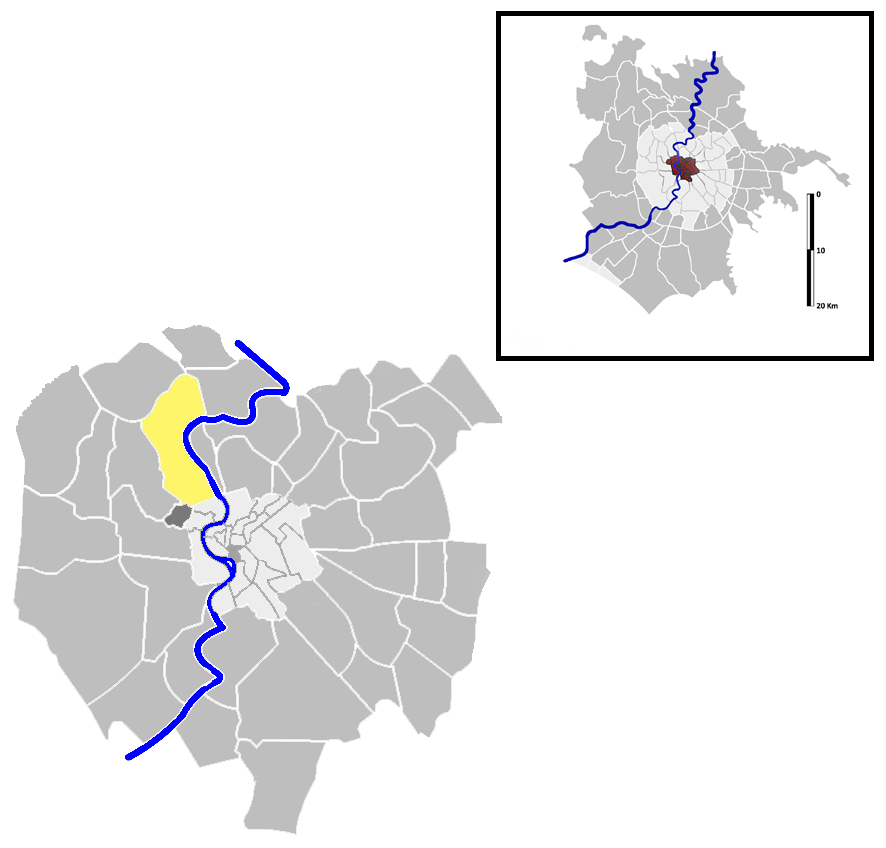
Lage von Della Vittoria in Rom

Della Vittoria ist ein Quartier im Nordwesten der italienischen Hauptstadt Rom. Den Namen erhielt sie als Erinnerung an den siegreichen Ausgang des Ersten Weltkrieges. Das Quartier wird als Q.XV bezeichnet und ist Teil von Municipio I und XV. Es zählt 36.068 Einwohner und hat eine Fläche von 6,1678 km².

## Geschichte
Della Vittoria ist einer der ersten 15 Bezirke, die 1911 in Rom gegründet und 1921 offiziell anerkannt wurden. Es wurde als Milvio gegründet und nach dem Ersten Weltkrieg wurde es in Della Vittoria umbenannt.

## Besondere Orte
- Parc du Monte Mario
- Entlang des Tibers befinden sich viele berühmte Brücken:
  - Ponte Milvio
  - Ponte Duca d’Aosta
  - Ponte del Risorgimento
  - Ponte Matteotti
- Palazzo della Farnesina
- Corte dei conti
- Universität Foro Italico
- Museum für Physik und Naturwissenschaften Mamiani
- Foro Italico mit
  - Stadio Olimpico
  - Stadio Olimpico del Nuoto
  - Stadio dei Marmi
  - Stadio del tennis di Roma
- Sacro Cuore di Cristo Re
- Gran Madre di Dio
- Santa Lucia a Piazza d’Armi
- Santa Chiara a Vigna Clara
- San Francesco d’Assisi a Monte Mario
- San Gabriele Arcangelo